# Mount Menzies
Mount Menzies is een 3355 meter hoge berg in de Prince Charles Mountains op Antarctica. Hij is voor het eerst gezien vanuit een vliegtuig van de Australian National Antarctic Research Expeditions in 1956. De berg is vernoemd naar de voormalig premier Robert Menzies van Australië.